# Palazzo della Banca d'Italia (Trieste)

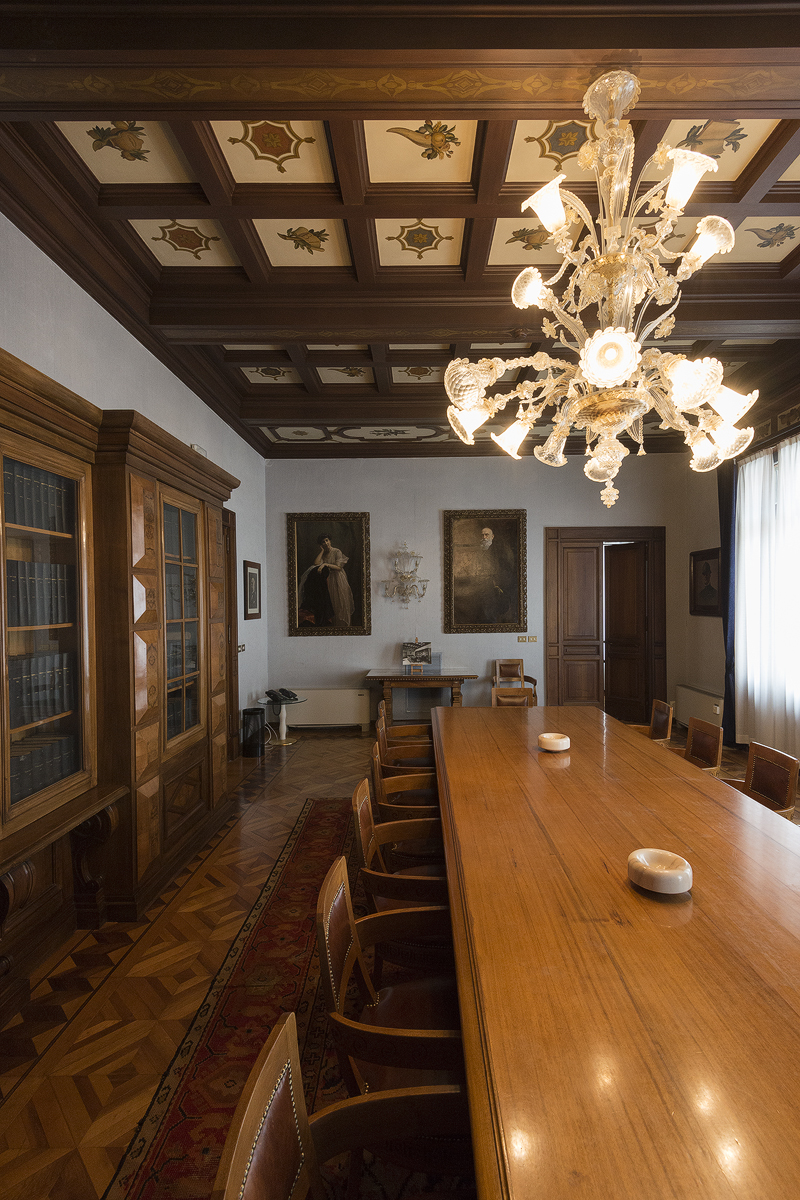
Particolare della Sala del Consiglio

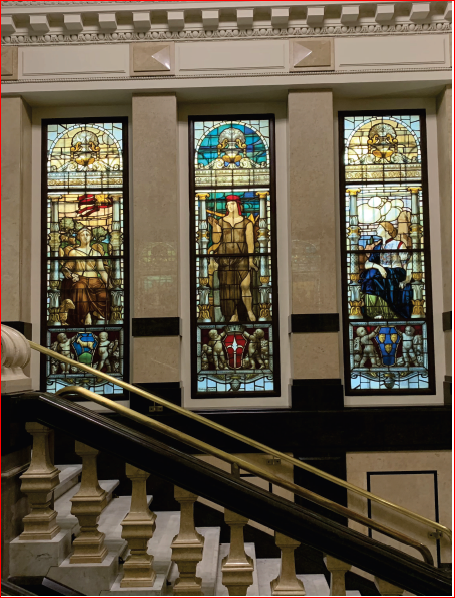
Vetrate dello scalone che accede al piano della direzione

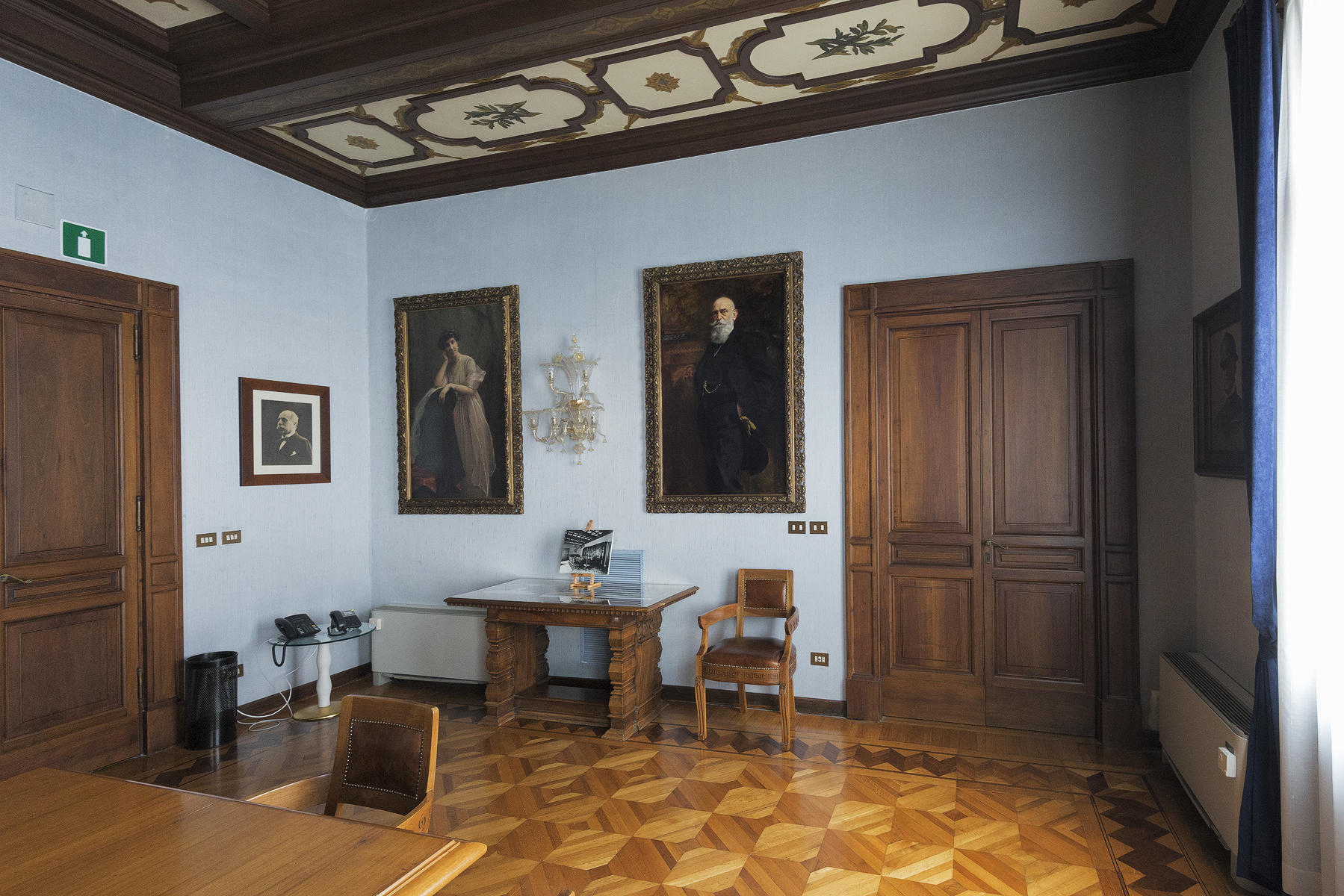
Altro particolare della Sala del Consiglio

Il Palazzo della Banca d'Italia di Trieste è un palazzo di Trieste sede locale della Banca d'Italia.

## Storia
Il palazzo originario, realizzato nel 1902 su progetto di Eugenio Geiringer e dell'architetto austro-ungarico Müller,, era la Sede della Banca Austro – Ungarica; situato in una buona posizione, non lontano dalla stazione ferroviaria che collegava Trieste con Vienna, in prossimità della stazione marittima e dei grandi uffici della Posta seppur non abbastanza vicino al centro degli affari che era spostato verso piazza della Borsa.
Il 7 novembre del 1918, appena 3 giorni dopo l'armistizio fra Italia e Austria, il Direttore della Sede di Firenze della Banca d'Italia, Giovanni Carloni, venne incaricato di recarsi a Trieste per “provvedere al sollecito impianto in questa città dei servizi della Banca e della Regia Tesoreria Provinciale”.
Carloni ottenne dal Governo militare italiano l’ordine di requisire la Sede triestina della Banca Austro – Ungarica della quale venne subito in possesso.
Il 2 dicembre 1918, la Banca d’Italia iniziò la sua operatività a Trieste.
Il palazzo requisito era modesto ed insufficiente alle attività della Banca d’Italia che subito ebbe l’intento di acquistare un’area limitrofa con il proposito di costruire un nuovo complesso che avrebbe incorporato anche l’edificio già esistente: un processo di elaborazione progettuale che si preannunciava lungo e travagliato, un’opera complessa ed impegnativa per il tipo di esecuzione. Dello studio dell’opera fu incaricato l’ingegnere della Banca d’Italia, Biagio Accolti-Gil che si assicurò subito la collaborazione dell’architetto triestino Arduino Berlam, mentre per i lavori di esecuzione l’Istituto si avvalse dell’Impresa triestina degli ingegneri Doria, Oblath e Comel. I lavori iniziarono nel 1922 e furono ultimati nel 1928.

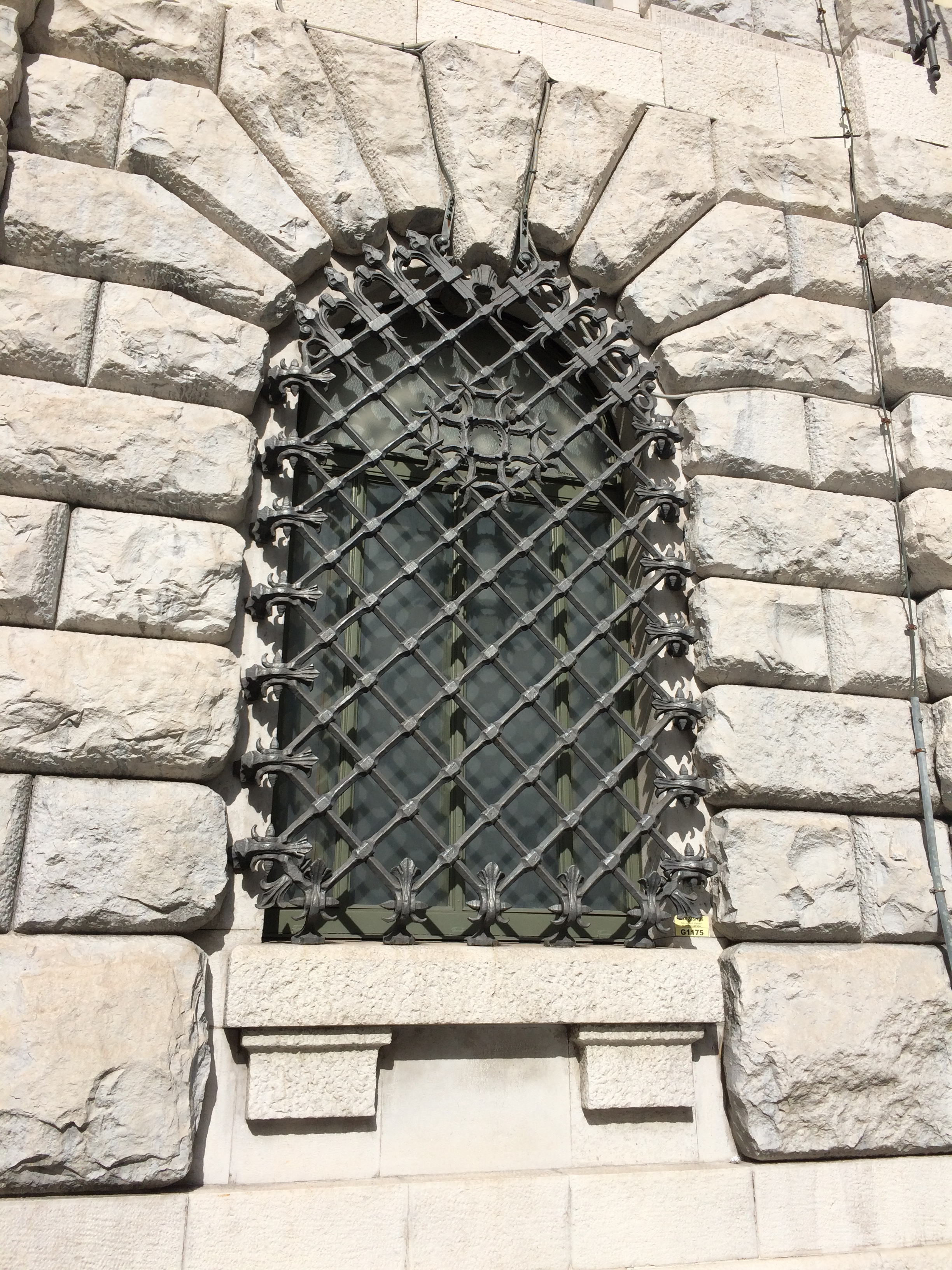
Inferriata al primo piano della Sede di Trieste della Banca d'Italia

Il problema principale consisteva nel fatto che l’ampliamento aveva previsto la costruzione di un palazzo ex novo sul fondo retrostante al preesistente edificio, il quale sarebbe stato poi modificato ed annesso al nuovo corpo di fabbrica, in modo da formare un tutto organico.
Fu inizialmente acquistato il fondo per la nuova costruzione, tale “fondo Panfilli” come riferisce Berlam, situato tra le vie Galatti e Geppa, un isolato che copriva circa 1800 metri quadri di terreno ricavato dalle vecchie saline interrate, di conseguenza era costituito da terreno di riporto sopra ad un fondo di consistenza melmosa.
Per le fondazioni si ricorse, quindi, alla palificazione di costipamento, per cui vennero impiegati tronchi d’abete lunghi sei metri con ventisei centimetri di diametro piantati nel terreno, uno per ogni metro quadro di superficie coperta, saldati ed unificati da una colata di calcestruzzo, su cui poi avrebbe appoggiato una solida piattaforma costituita da un solettone in cemento armato spesso 40 centimetri con nervature in corrispondenza dei muri.
Per l’architettura esterna fu scelto uno stile ispirato alle linee del tardo Rinascimento, con bugnati rustici degradanti dal basso verso l’alto, tali da trasmettere un’immagine di solidità e potenza, l’impressione d’insieme è di estrema robustezza improntata alla destinazione dell’edificio, che ricorda certi antichi palazzi delle zecche italiane. Delle facciata principale, quella su corso Cavour (che nel primitivo palazzo non aveva né porte né gradinate ma soltanto al primo piano due finti loggiati agli angoli) l’ampio portale ed il massiccio poggiolo danno al palazzo il tono e l’aspetto dei vecchi palazzi nobiliari del Friuli. Con un’opportuna disposizione dei vuoti e dei pieni e con una equilibrata distribuzione delle bozze di pietra grigio scuro e dei fondi di intonaco chiaro, si è ottenuto un effetto pittoresco non diminuito dalla diversa ricorrenza dei piani dei due edifici congiunti e fusi.

### Gli interni
Per l’interno non fu di facile soluzione la fusione del vecchio col nuovo edificio, sia per la distribuzione dei locali che per la loro comunicazione. Alla sistemazione interna fu, quindi, affidata particolare cura affinché riuscisse armoniosa per bellezza di linee artistiche e di materiali nobili.
In omaggio al desiderio del primo Governatore della Banca d’Italia, l’udinese Bonaldo Stringher, per tutta la costruzione si adoperarono marmi giuliani, con limitato impiego di marmo di Carrara. Il salone del pubblico, gli scaloni e gli atri di accesso sono costituiti da marmi neri, grigi e chiari trovati nella Regione Giulia: gli scuri a Gabria e nei fianchi dell’Ermada, i chiari ad Orsera e a San Girolamo d’Istria, i grigi a Monrupino e ad Aurisina. Tutti i marmi furono lavorati da maestranze locali e fu politica dell'epoca dell’Istituto di ricorrere, per quanto possibile, a ditte locali sia per opere di falegnameria sia per lavori in ferro battuto. I vetri decorati dello scalone centrale furono invece forniti dalla ditta Corvaya e Bazzi di Milano, mentre i lavori di ebanisteria degli sportelli del grande salone si ricorse alla ditta Bartoli di Roma.
Il Salone, situato ad un livello intermedio tra l’ammezzato ed il primo piano del vecchio edificio, al fine di evitare possibili allagamenti data la vicinanza con il mare, appare come una sorta di chiostro a pianta quadrata con una serie di colonne perimetrali in marmo che sorreggono un velario traslucido. Il sovrastante velario è costituito da un cassettonato con inseriti gli elementi in vetro piombato e decorato. Le colonne, la balaustra di separazione tra pubblico ed uffici ed il pavimento, sono realizzati con l’uso di marmi a contrasto cromatico. Degni di nota i riferimenti novecentisti agli elementi della classicità antica: greche, triglifi, bugnati, capitelli dorici, etc., frammisti ad altri elementi tipici del Déco come le geometrie astratte che decorano gli intarsi centrali del pavimento. I bugnati inseriti sulle colonne esprimono anche qui un senso di solidità corrispondente all’immagine che si voleva dare al pubblico della Sede della Banca appena resa operativa a Trieste. Arduino Berlam disegnò personalmente i particolari dei singoli conci di pietra, con i rispettivi ordinativi, le inferriate, i vetri, i pavimenti ed anche le decorazioni pittoriche; solo le “Italie turrite” nelle chiavi degli archi degli ingressi laterali sono di Alfonso Canciani.
La sontuosa scala che accede al piano di Direzione è decorata da vetrate che rappresentano l’Italia e le terre redente: sulla rampa di sinistra, al centro, è raffigurata l’Italia turrita affiancata dalle messi del Friuli e da Trento; la rampa di destra presenta, al centro di fronte l’Italia, la città di Trieste con il suo simbolo – uno scudo francese antico color rosso con l’alabarda argentata – affiancata dall’Istria e dalla Dalmazia. Assume rilievo la valenza simbolica degli elementi rappresentati.

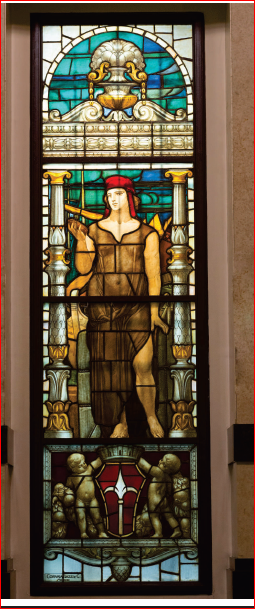
Vetrata presso Sede di Trieste della Banca d'Italia

Al piano di Direzione, l’Ufficio e la Sala Consiglio presentano degli elementi coevi alla costruzione del fabbricato (1928) e di particolare pregio architettonico. I soffitti di entrambi i locali sono costituiti da dei cassettoni in legno dipinti con motivi e decori in stile Art déco. I pavimenti presentano un disegno geometrico a scacchiera posta in diagonale e sono costituiti da intarsi lignei di essenze pregiate. I lampadari sono in vetro soffiato di Murano e sono stati probabilmente realizzati nella prima metà del ‘900, ma presentano un disegno alla “moda settecentesca” come la maggior parte di queste produzioni artigianali.

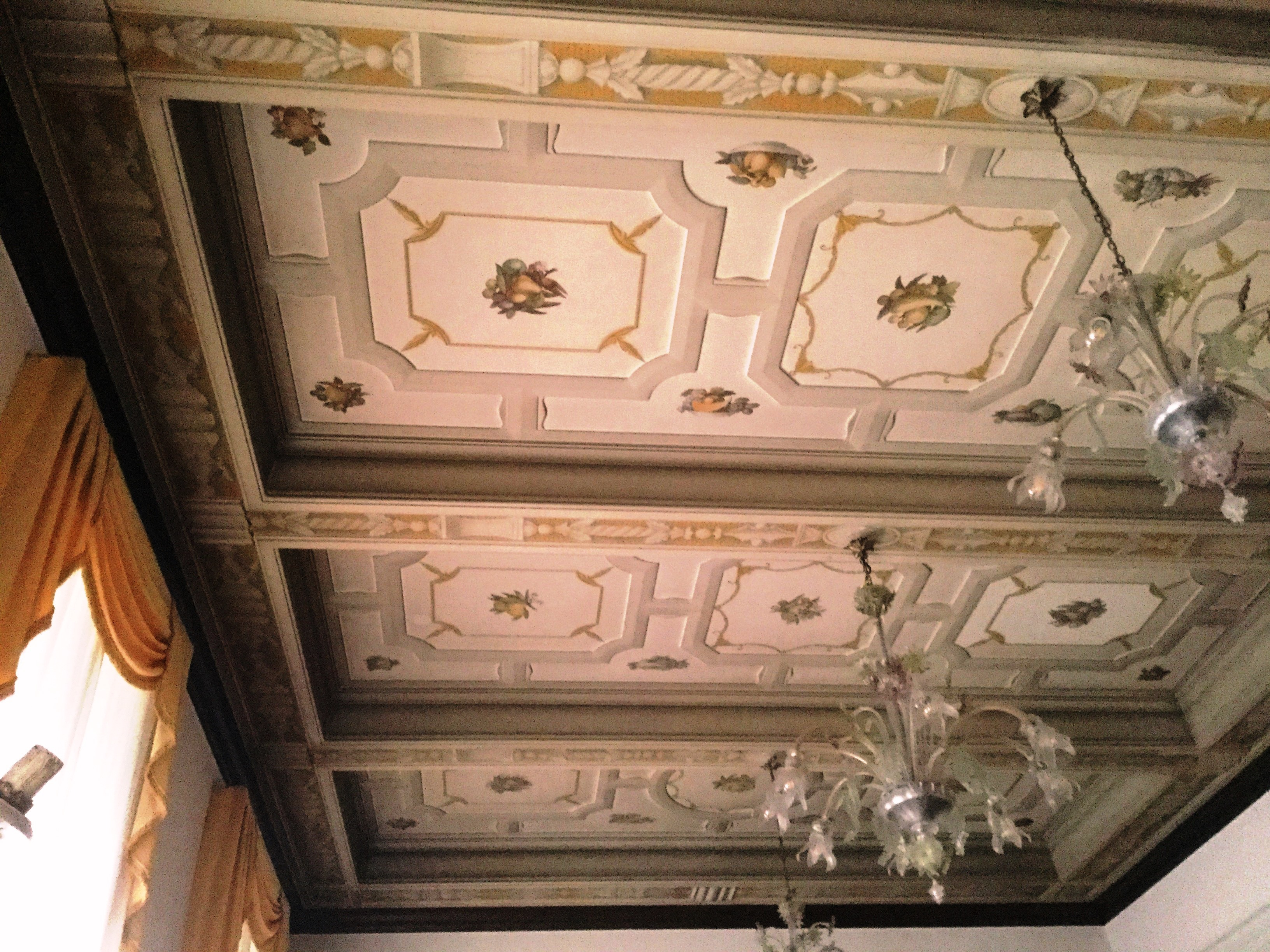
Soffitto della sala di rappresentanza

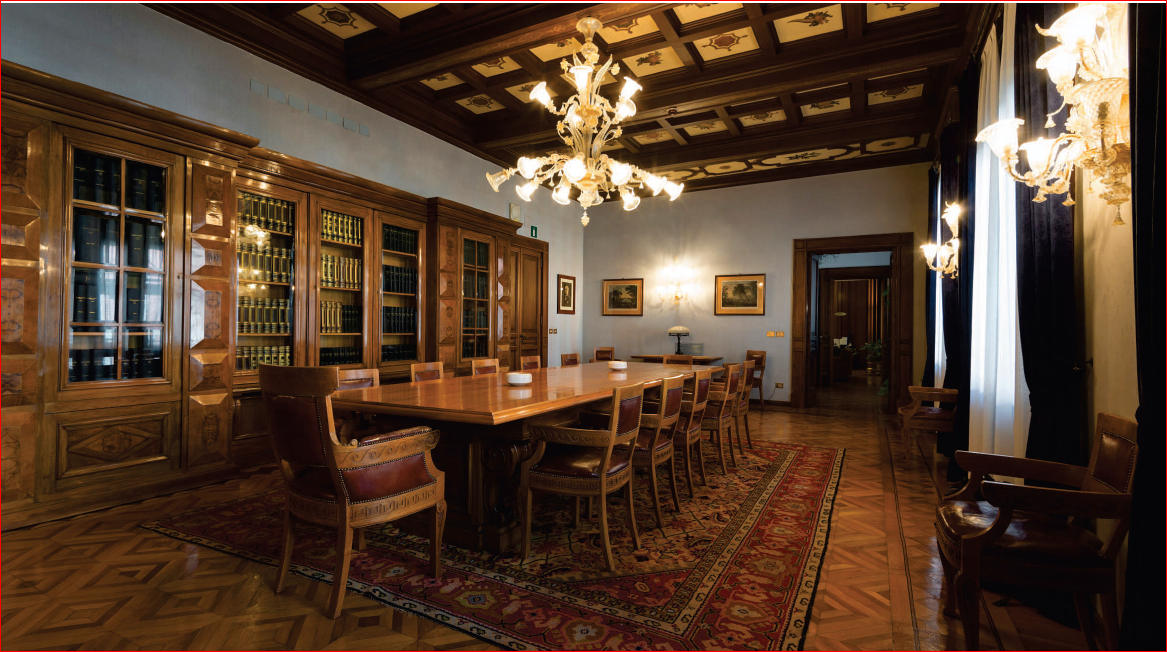
Sala del Consiglio

## Galleria d'immagini

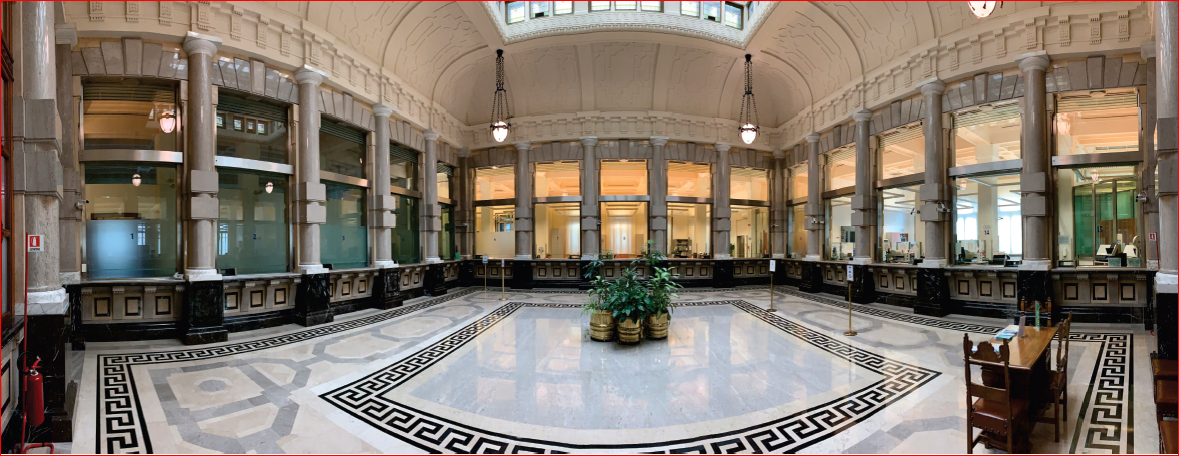
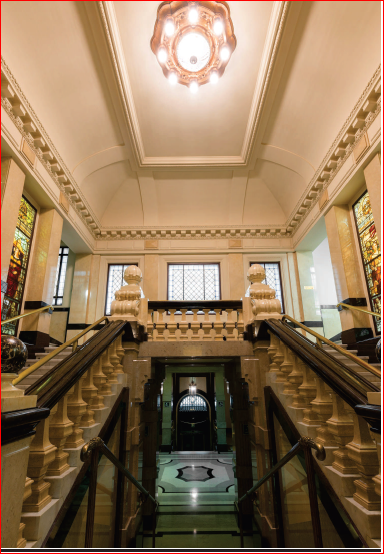
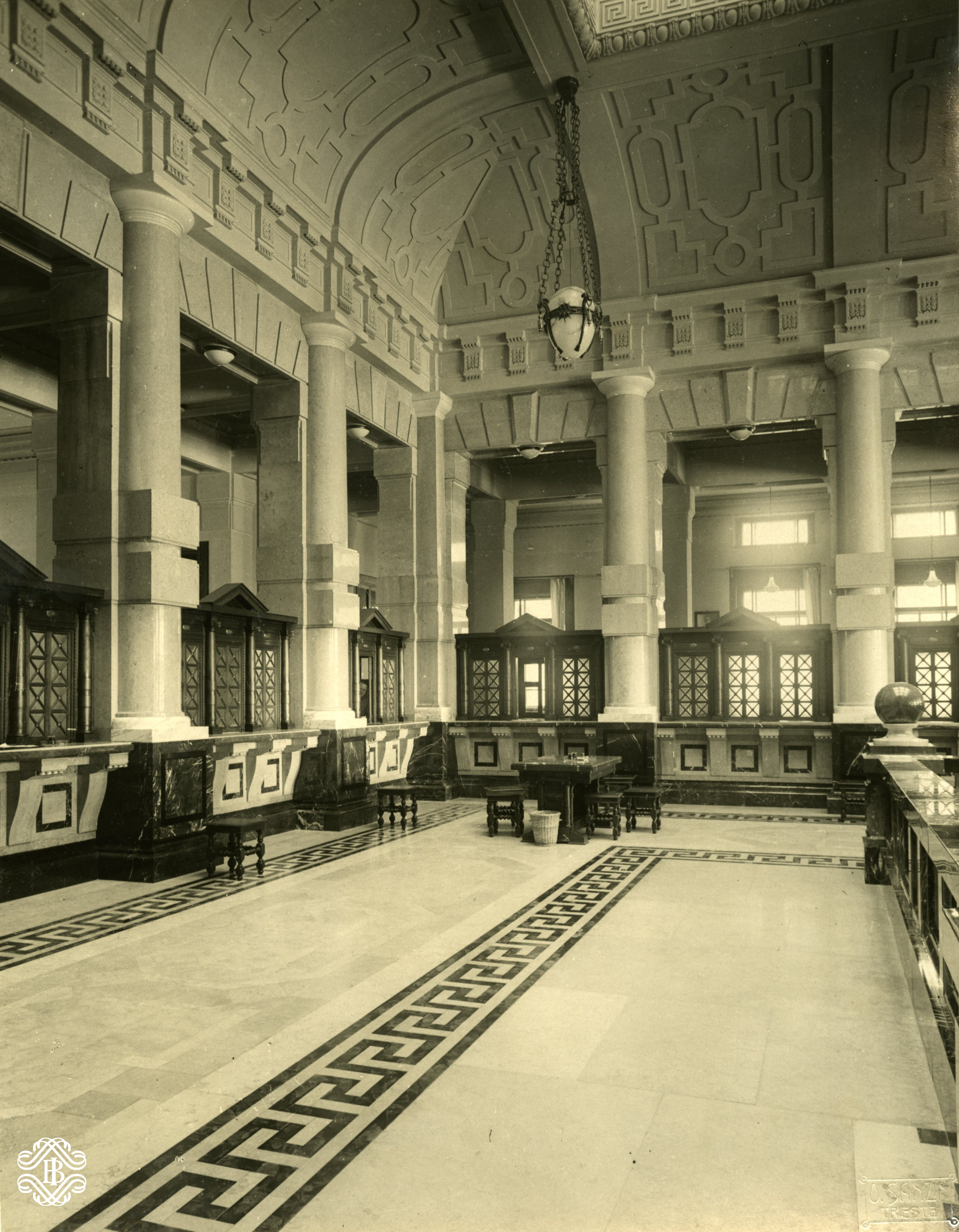
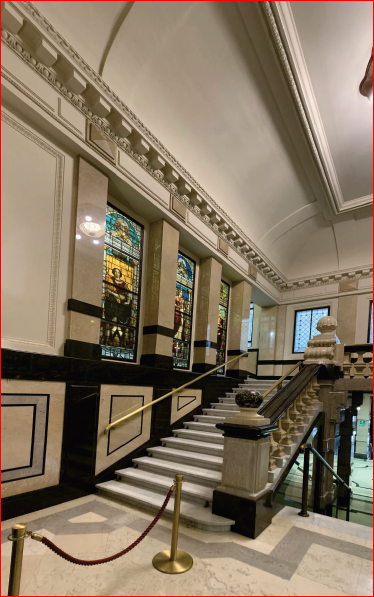
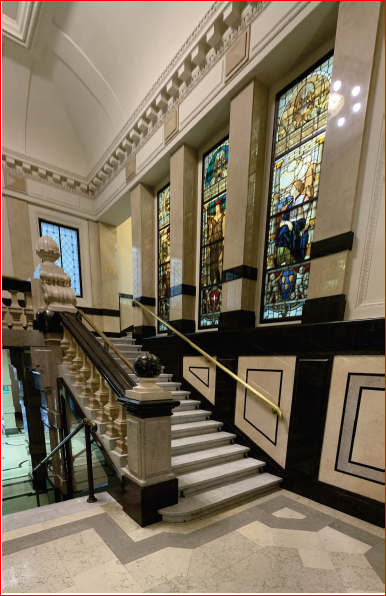
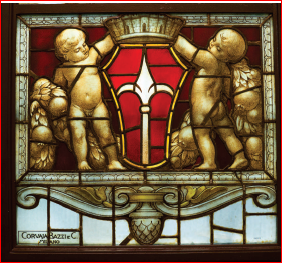
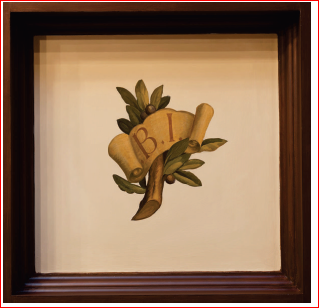
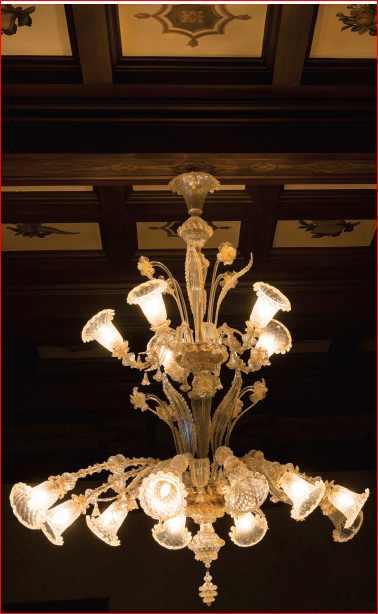
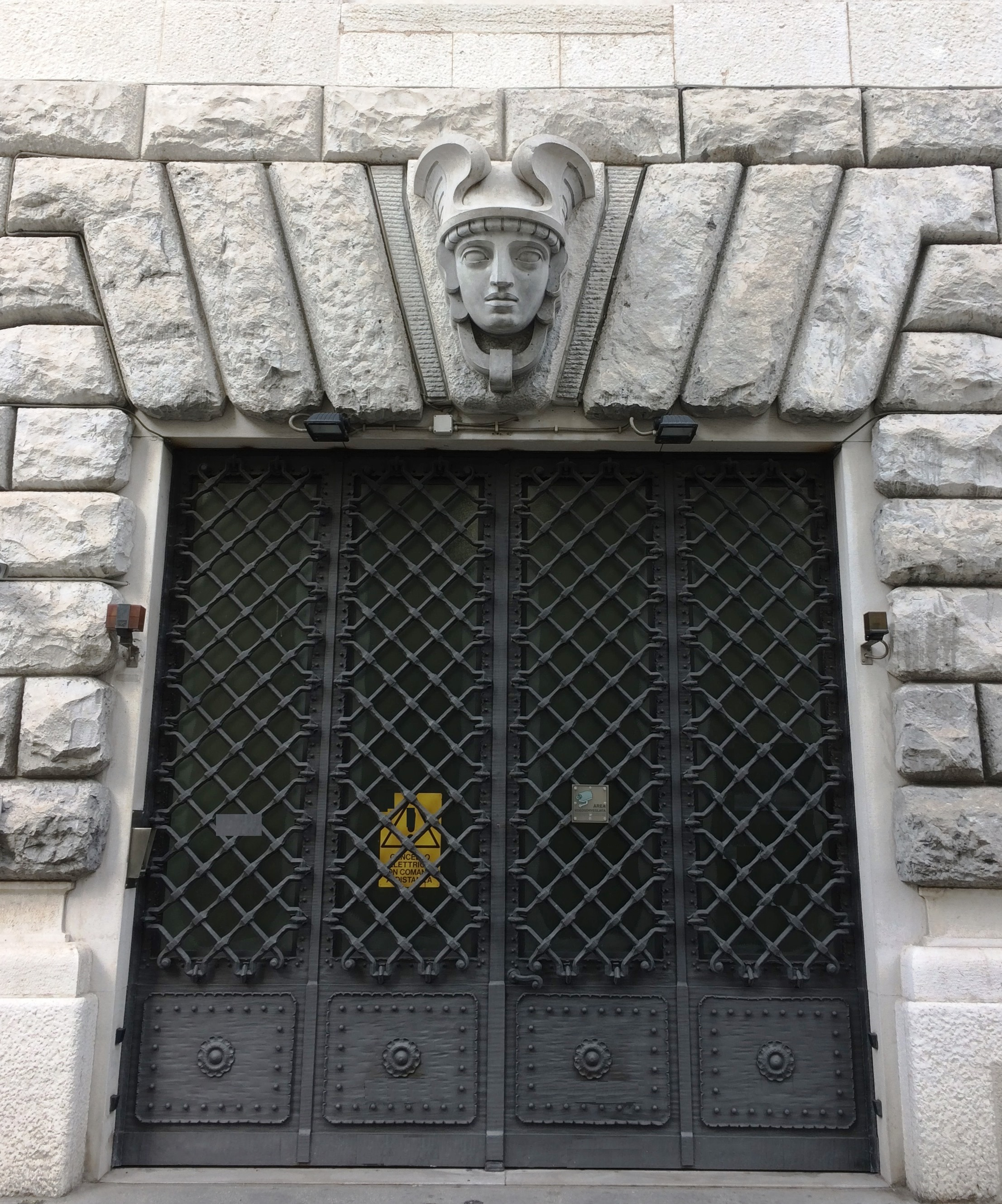
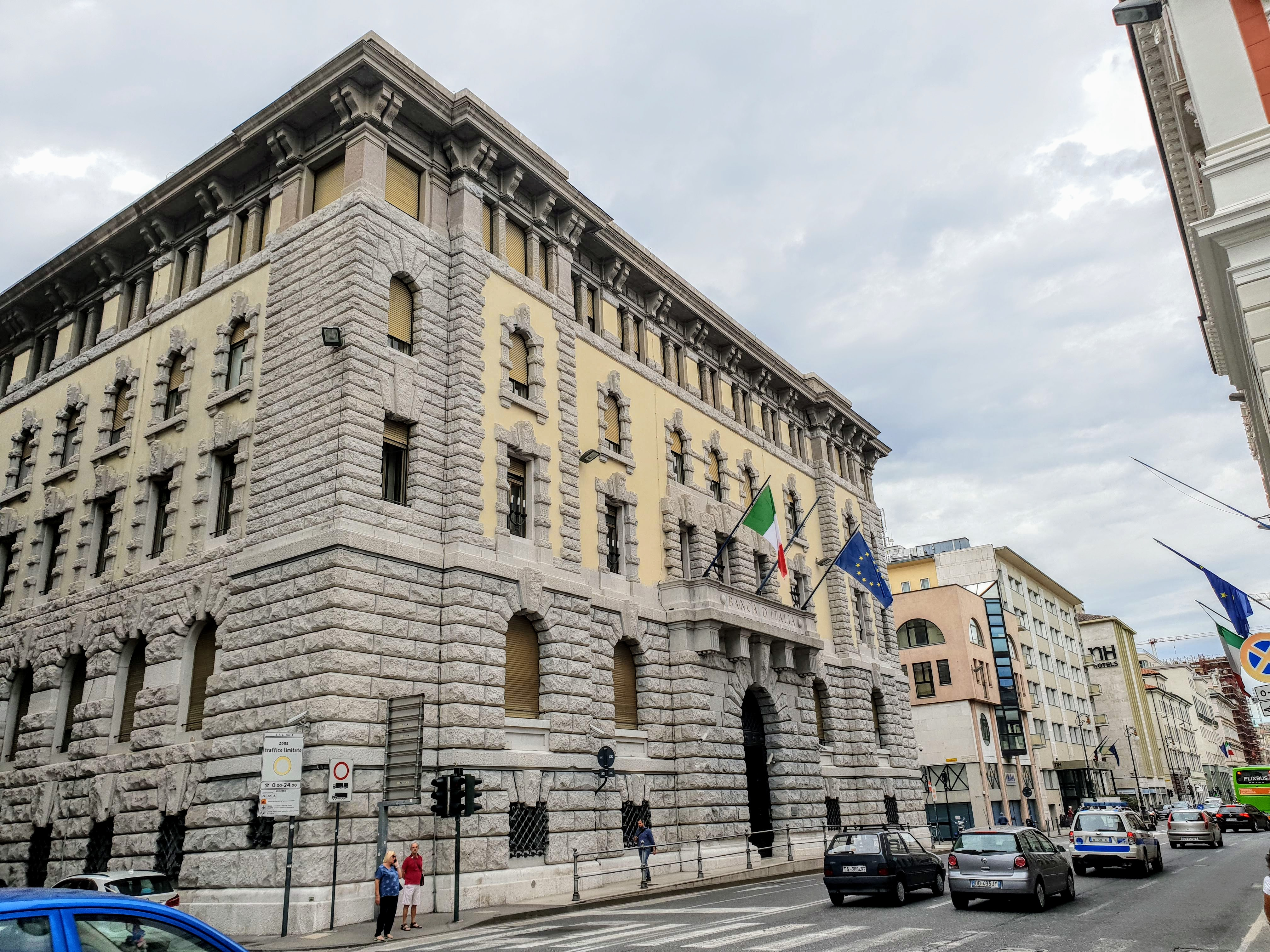
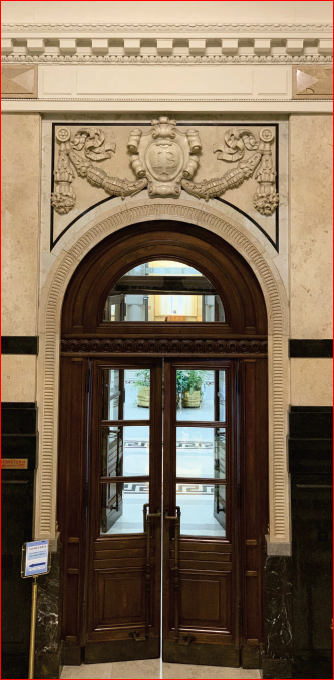
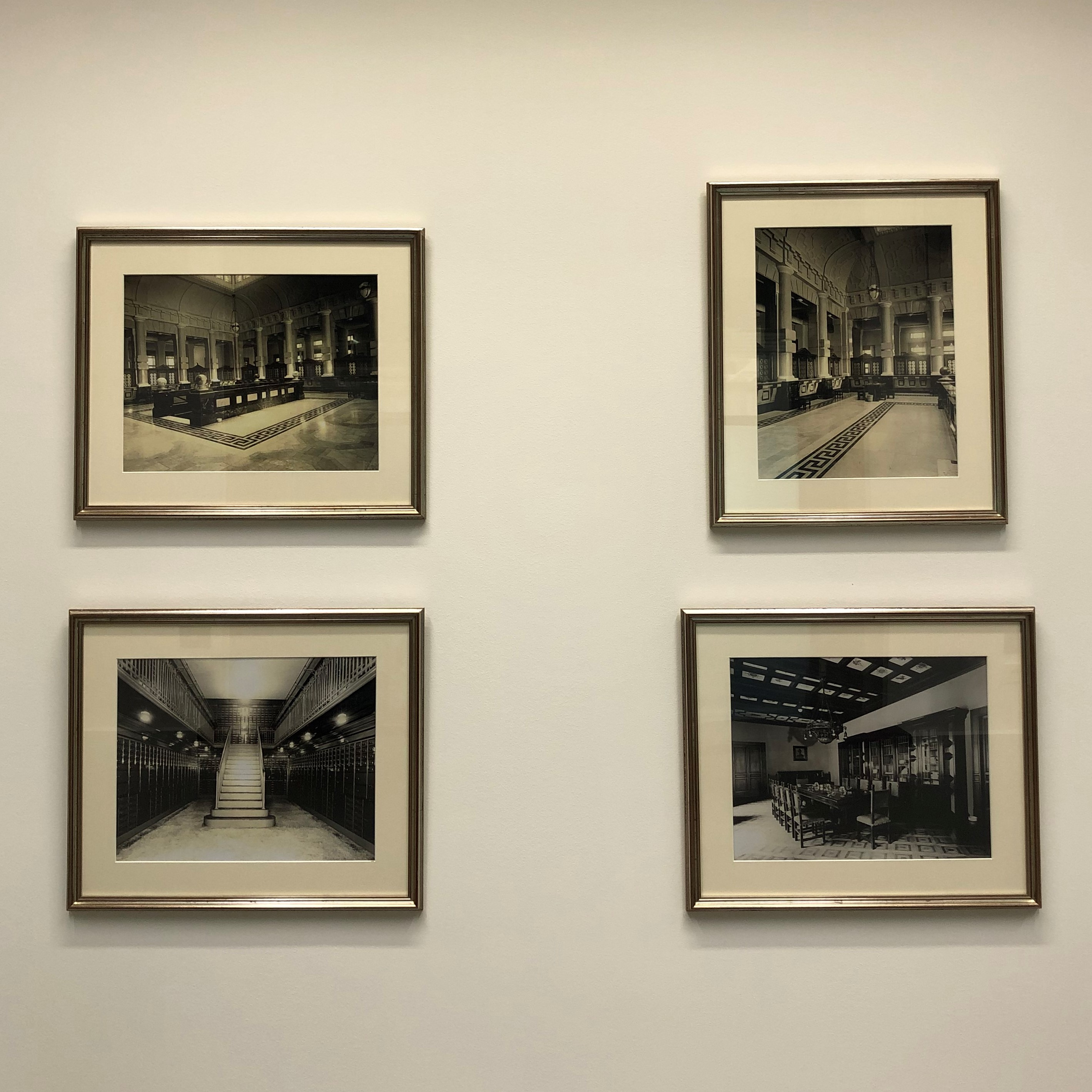
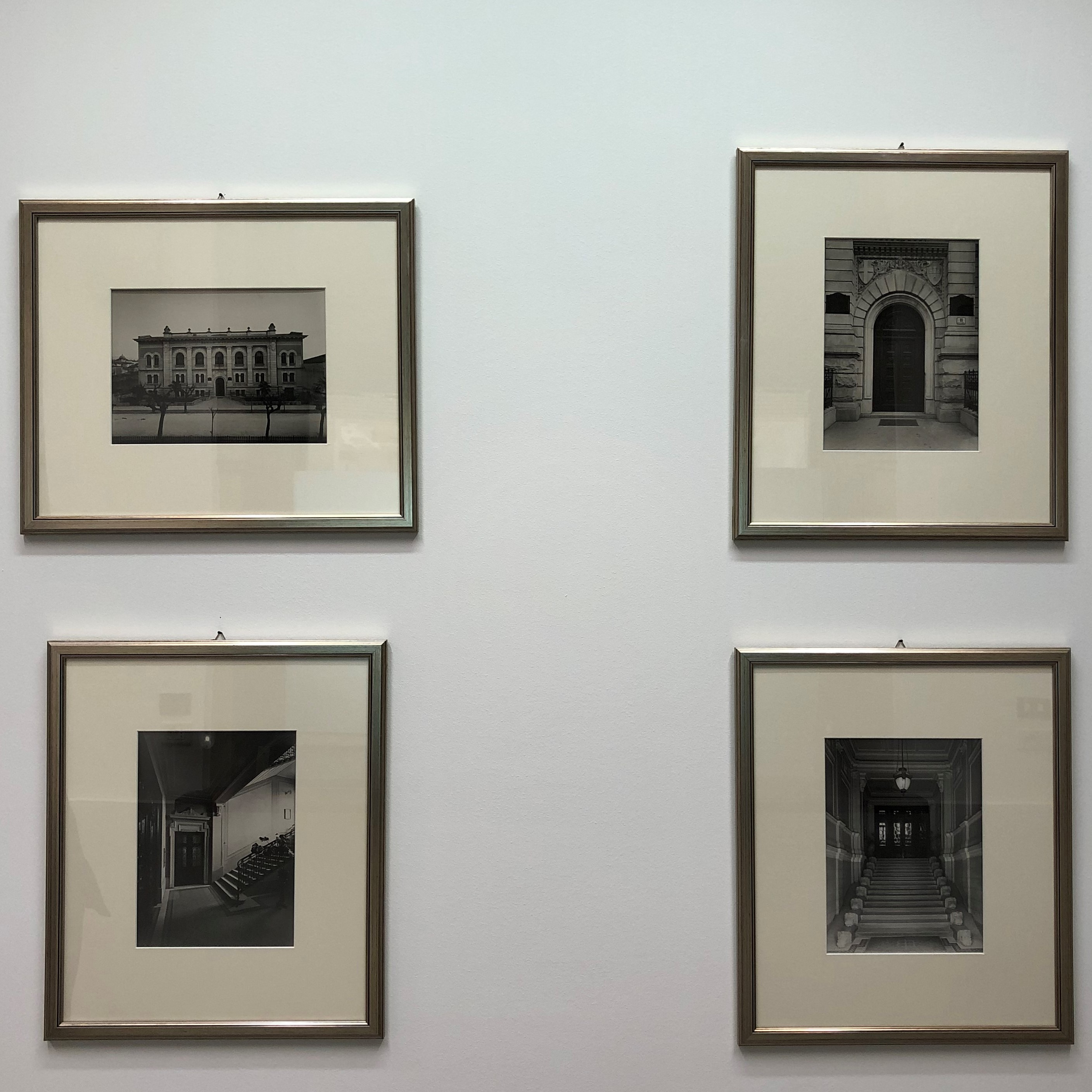
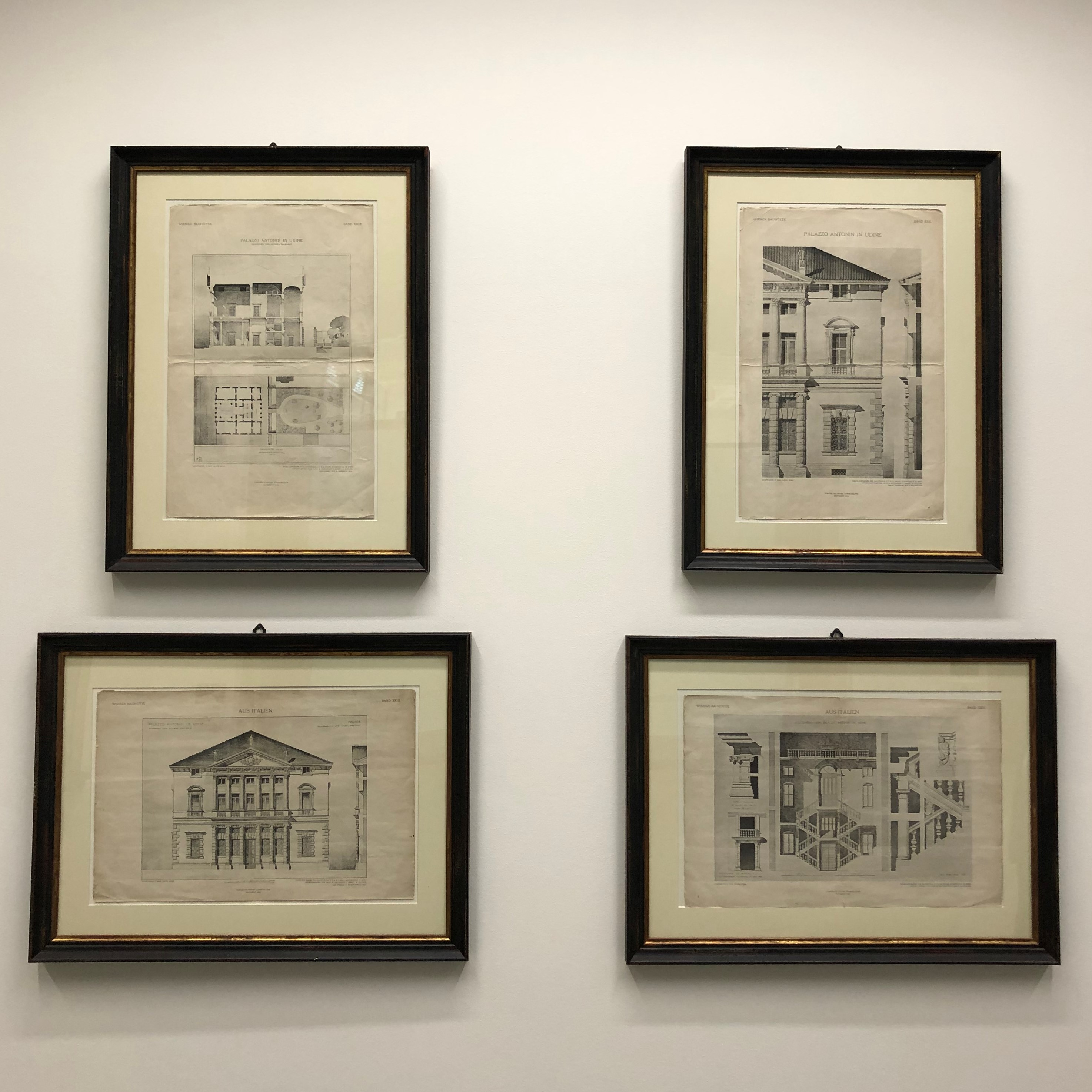
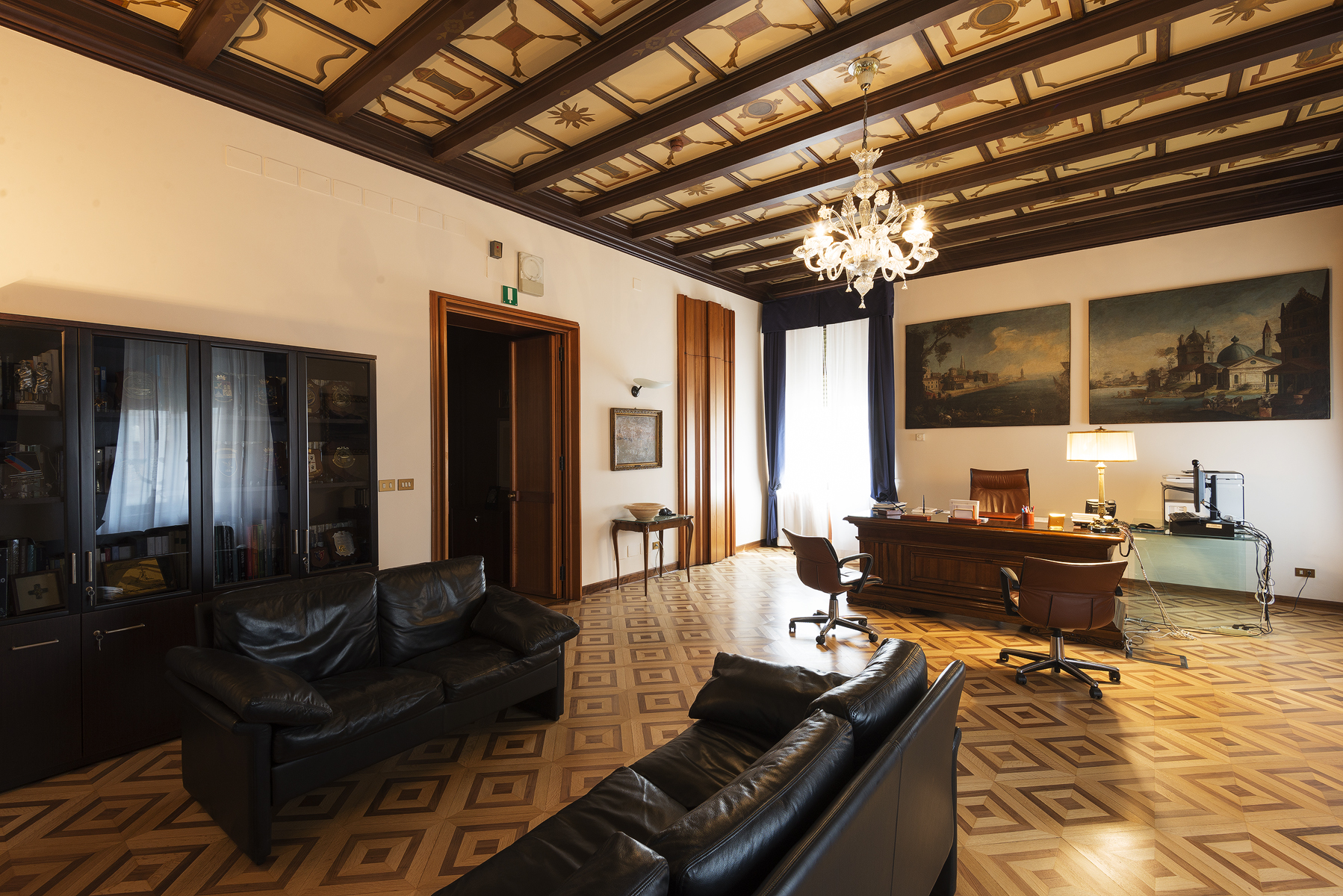
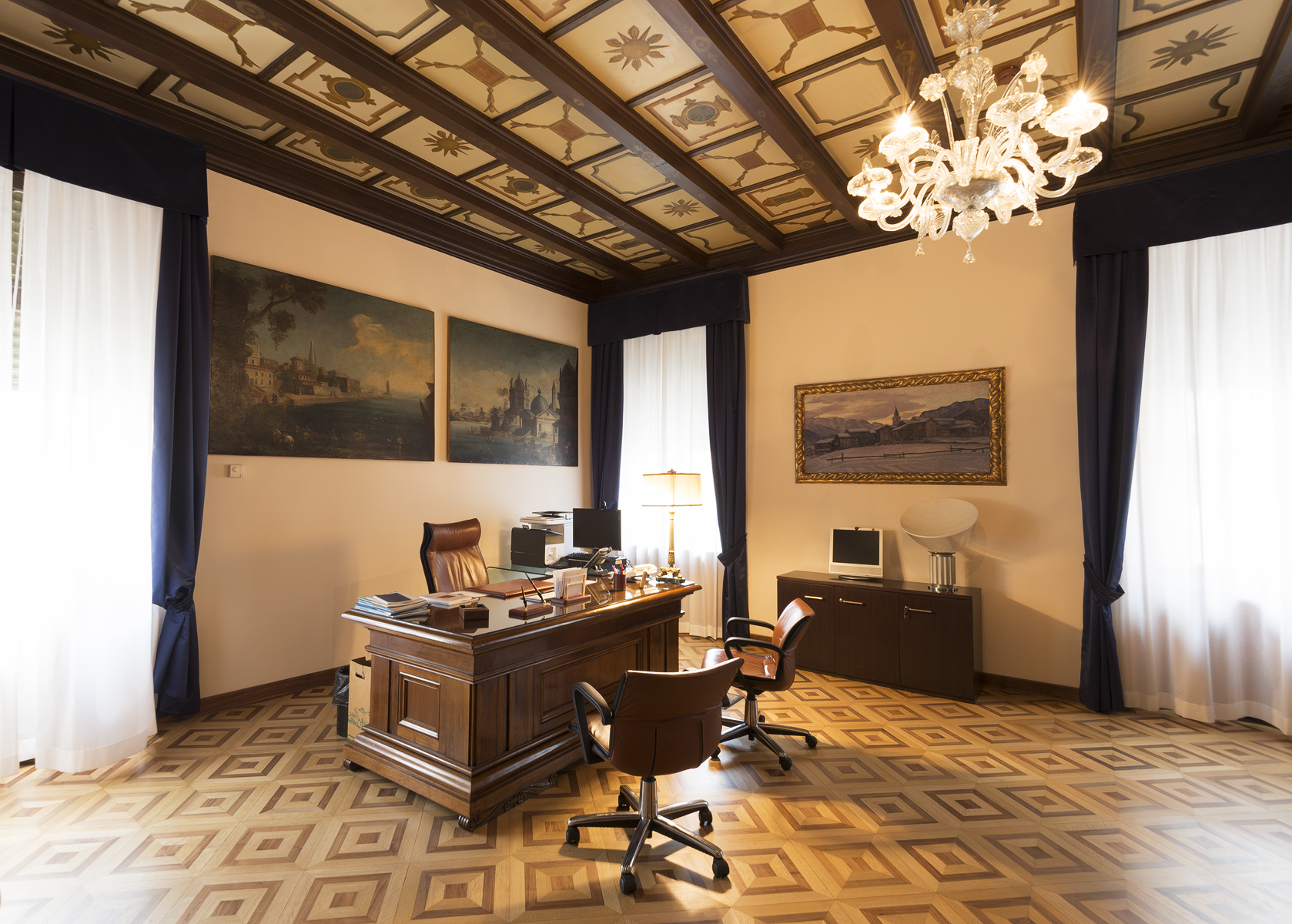
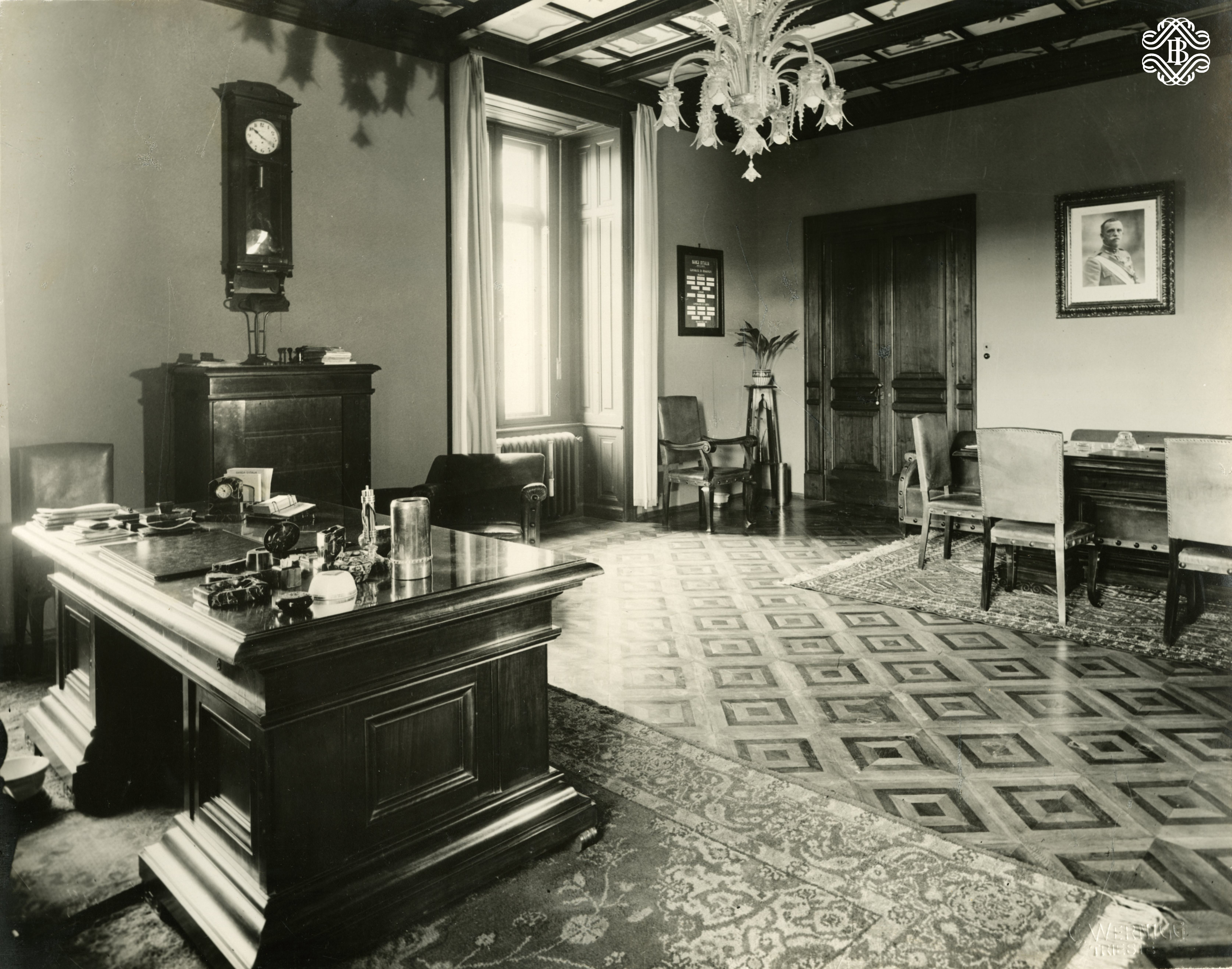
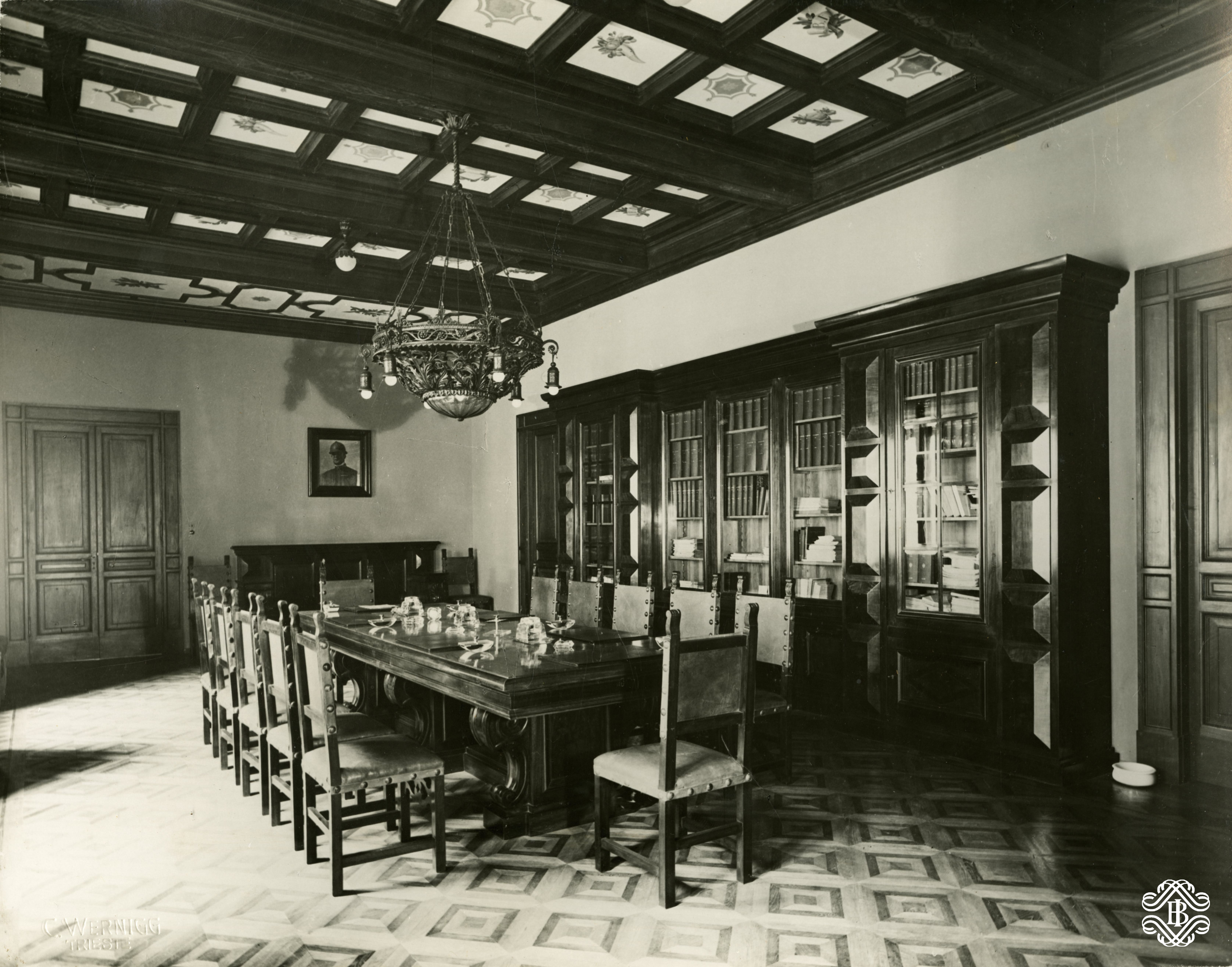
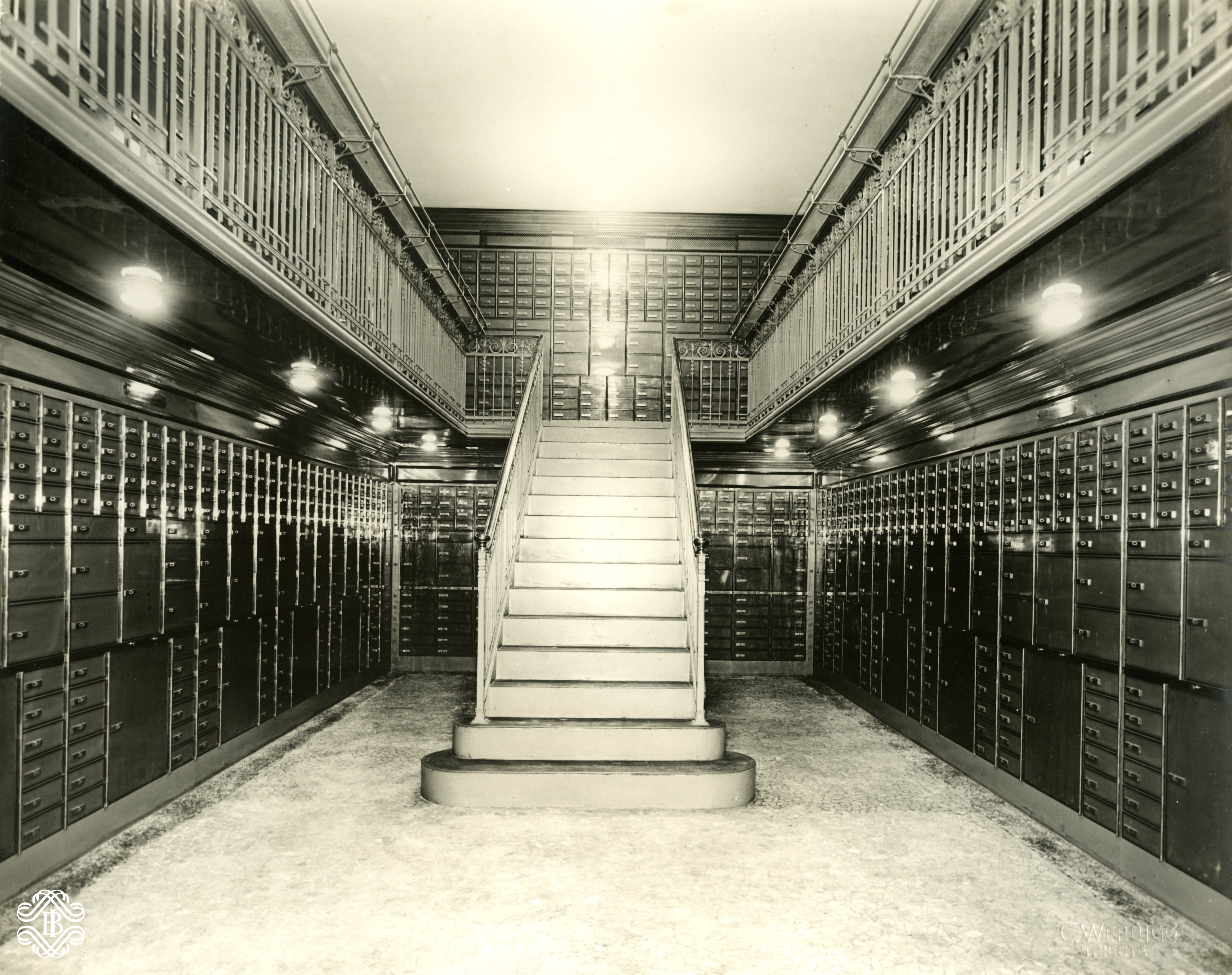

## Cronologia dei direttori
- Giovanni Carloni, 1918 - 1919
- Umberto Valente, 1919 - 1921
- Michelangelo Zago, 1921 - 1925
- Arturo Paladini, 1925 - 1925
- Michelangelo Zago, 1925 - 1937
- Enrico Biucchi, 1937 - 1941
- Ernesto Bindocci, 1941 - 1946
- Domenico Picucci, 1946 - 1953
- Leopoldo Bartolozzi, 1953 - 1956
- Giovanni Lovari, 1956 - 1960
- Carlo Massa, 1960 - 1963
- Mariano Bonomi, 1963 - 1964
- Bindo Cipriani, 1964 - 1967
- Ludovico Sartor, 1967 – 1968
- Antonino Arista, 1968 – 1968
- Aldo Biagini, 1968 – 1970
- Carlo Gallina, 1970 – 1972
- Ferruccio Bertogna, 1972 – 1975
- Adriano Giovannoni, 1975 – 1976
- Dario Vici, 1976 – 1982
- Elvio Meconcelli, 1982 – 1986
- Corrado Leonbruno, 1986 – 1994
- Biagio Celentano, 1995 – 1998
- Giuseppe Roma, 1998 – 1999
- Antonio Deias, 1999 – 2000
- Sergio Bonifacio, 2000 – 2003
- Giuseppe Volpe, 2003 – 2003
- Giuseppe Tantazzi, 2003 – 2006
- Antonio Sciacca, 2006 – 2008
- Pietro Sambati, 2008 – 2015
- Giuseppe Manitta, 2015 – 2018
- Luigi Bettoni, 2018 - 2021
- Marco Martella, 2021 - 2024
- Massimo Gallo 2024